# Saison 2022 de l'équipe cycliste féminine Movistar
La saison 2022 de l'équipe féminine Movistar est la cinquième de la formation. L'effectif est quasiment identique à l'année précédente. La sprinteuse-puncheuse Arlenis Sierra et la spécialiste du contre-la-montre australienne Sarah Gigante rejoignent l'équipe, tandis que Leah Thomas la quitte.
Annemiek van Vleuten domine le cyclisme mondial durant la saison. Elle bat Demi Vollering au sprint pour gagner le Circuit Het Nieuwsblad. Elle est devancée sur les Strade Bianche et au Tour des Flandres par Lotte Kopecky. Elle est aussi deuxième de la Flèche wallonne, avant de s'imposer nettement à Liège-Bastogne-Liège. En juillet, elle gagne le Tour d'Italie et la première édition du Tour de France, à chaque fois avec deux étapes au passage ainsi que le maillot cyclamen en Italie. Elle gagne en septembre le Ceratizit Challenge by La Vuelta. Aux championnats du monde, après une désillusion lors du contre-la-montre individuel et une spectaculaire chute lors du relais mixte avec une fracture du coude au passage, elle gagne la course en ligne contre toute attente avec une attaque surprise sous la flamme rouge. Emma Norsgaard gagne le Samyn des Dames, le championnat du Danemark du contre-la-montre, ainsi que le Kreiz Breizh. Arlenis Sierra gagne deux étapes et le classement général au Tour d'Andalousie, ainsi que le championnat panaméricain. Elle s'impose enfin sur une étape du Tour de Romandie. Jelena Erić gagne une étape du Tour d'Andalousie et le championnat de Serbie sur route. Sheyla Gutiérrez gagne deux étapes du Tour de l'Ardèche. Annemiek van Vleuten remporte le classement UCI et le World Tour. Movistar est cinquième des deux classements par équipes.

## Préparation de la saison

### Partenaires et matériel de l'équipe
L'équipe court sur des cycles Canyon.

### Arrivées et départs
L'effectif est quasiment identique à l'année précédente. La sprinteuse-puncheuse Arlenis Sierra et la spécialiste du contre-la-montre australienne Sarah Gigante rejoignent l'équipe, tandis que Leah Thomas la quitte.
| Arrivées       | Équipe 2021 |
| -------------- | ----------- |
| Sarah Gigante  | Tibco-SVB   |
| Arlenis Sierra | A.R. Monex  |

| Départs           | Équipe 2022     |
| ----------------- | --------------- |
| Alba Teruel Ribes | Bizkaia-Durango |
| Leah Thomas       | Trek-Segafredo  |

### Effectifs
| Effectif 2022            | Effectif 2022     | Effectif 2022 | Effectif 2022                             |
| Cycliste                 | Date de naissance | Pays          | Équipe précédente                         |
| ------------------------ | ----------------- | ------------- | ----------------------------------------- |
| Katrine Aalerud          | 4 décembre 1994   | Norvège       | Virtu Cycling Women (2019)                |
| Aude Biannic             | 27 mars 1991      | France        | FDJ-Nouvelle Aquitaine-Futuroscope (2017) |
| Jelena Erić              | 15 janvier 1996   | Serbie        | Alé Cipollini (2019)                      |
| Sarah Gigante            | 6 octobre 2000    | Australie     | Tibco-Silicon Valley Bank (2021)          |
| Alicia González          | 27 mai 1995       | Espagne       | Lointek (2017)                            |
| Barbara Guarischi        | 10 février 1990   | Italie        | Virtu Cycling Women (2019)                |
| Sheyla Gutiérrez         | 1 janvier 1994    | Espagne       | Cylance (2018)                            |
| Sara Martín              | 22 mars 1999      | Espagne       | Sopela Women's Team (2020)                |
| Emma Norsgaard           | 26 juillet 1999   | Danemark      | Équipe cycliste Paule Ka (2020)           |
| Lourdes Oyarbide         | 8 avril 1994      | Espagne       | Bizkaia-Durango (2017)                    |
| Paula Patiño             | 29 mars 1997      | Colombie      | Centre mondial du cyclisme (2018)         |
| Gloria Rodríguez         | 6 mars 1992       | Espagne       | Lointek (2017)                            |
| Arlenis Sierra           | 7 décembre 1992   | Cuba          | A.R. Monex Women's (2021)                 |
| Annemiek van Vleuten     | 8 octobre 1982    | Pays-Bas      | Mitchelton-Scott (2020)                   |
|                          |                   |               |                                           |
| Source : ProCyclingStats |                   |               |                                           |

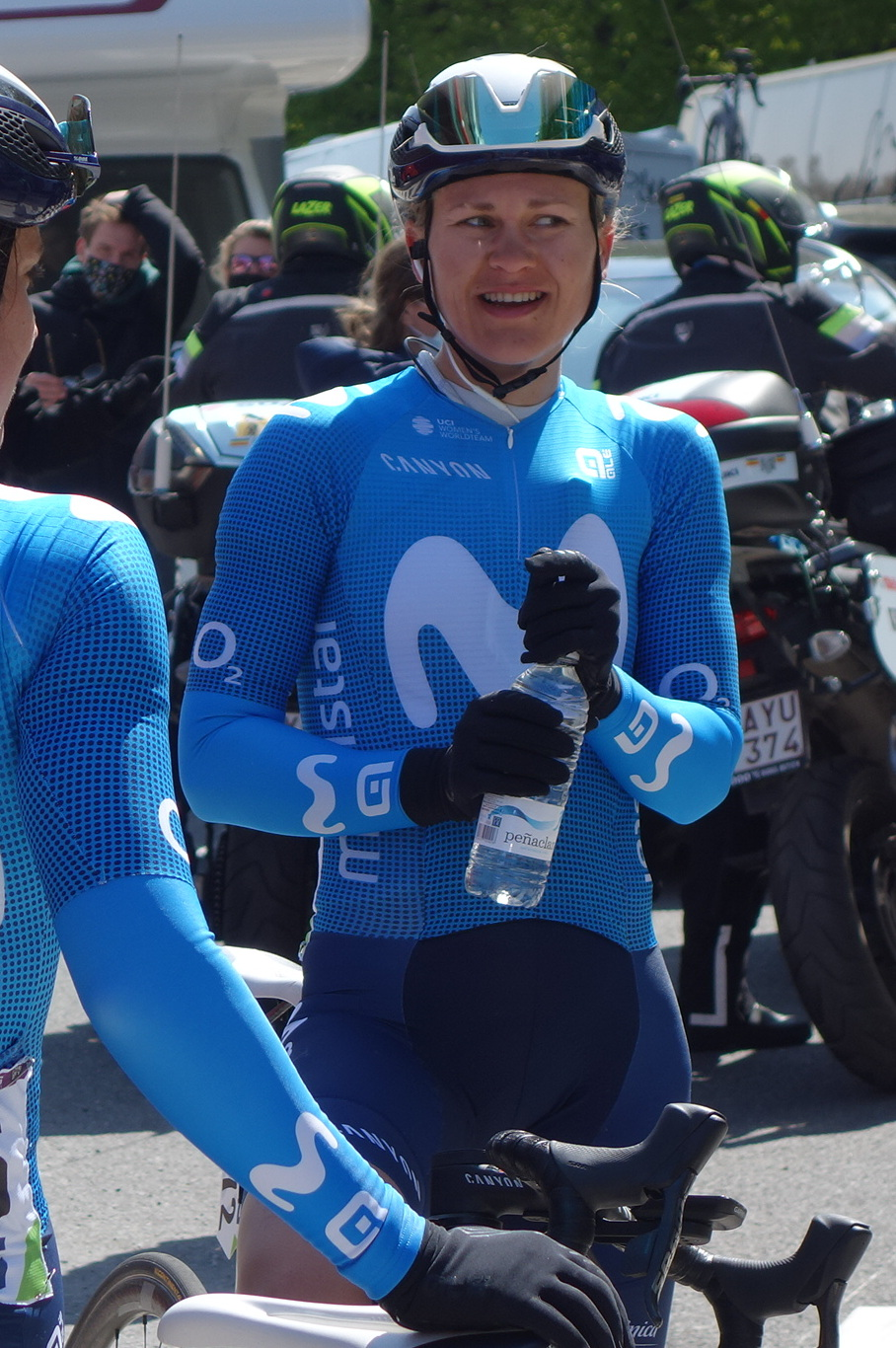
Katrine Aalerud en 2021
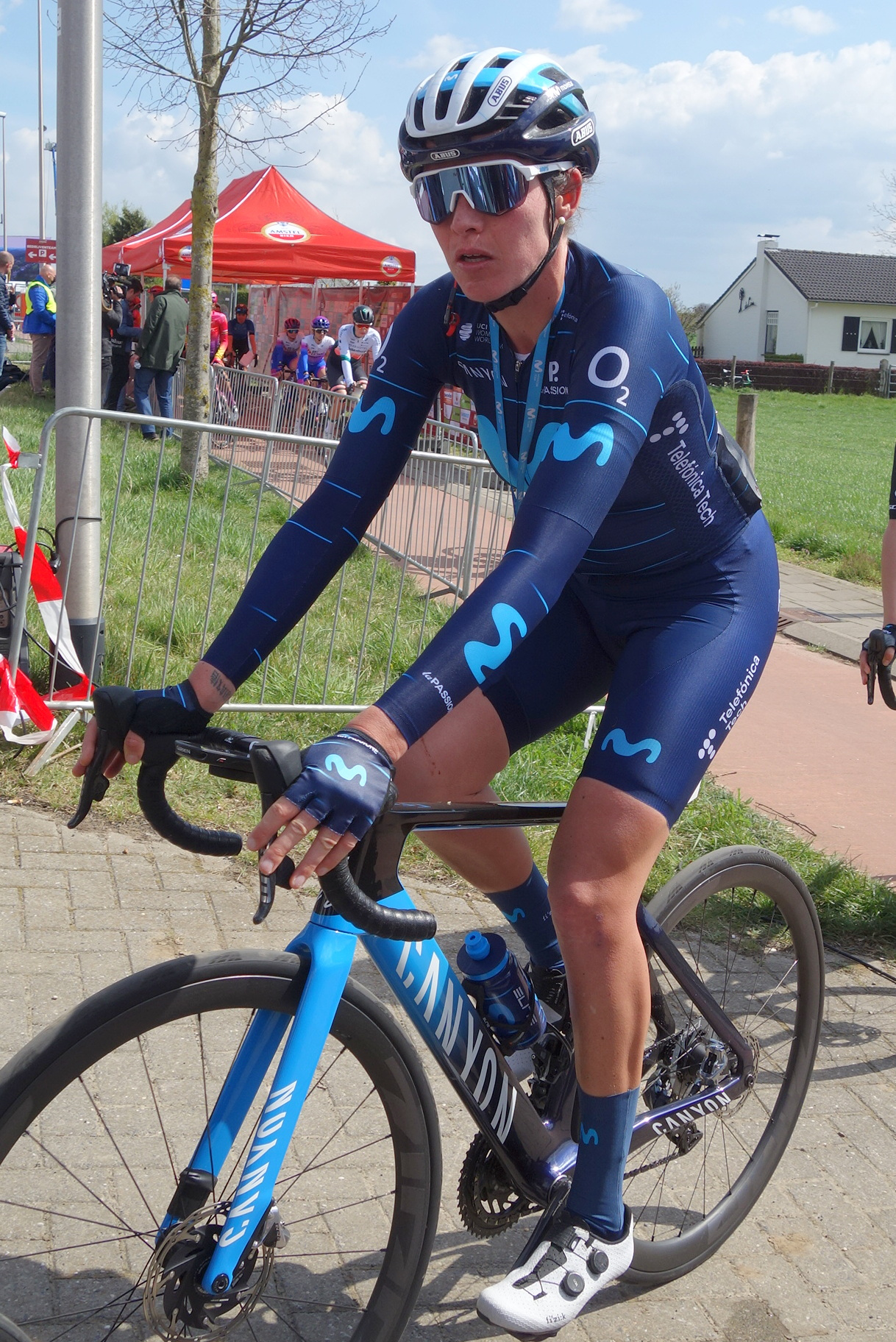
Aude Biannic
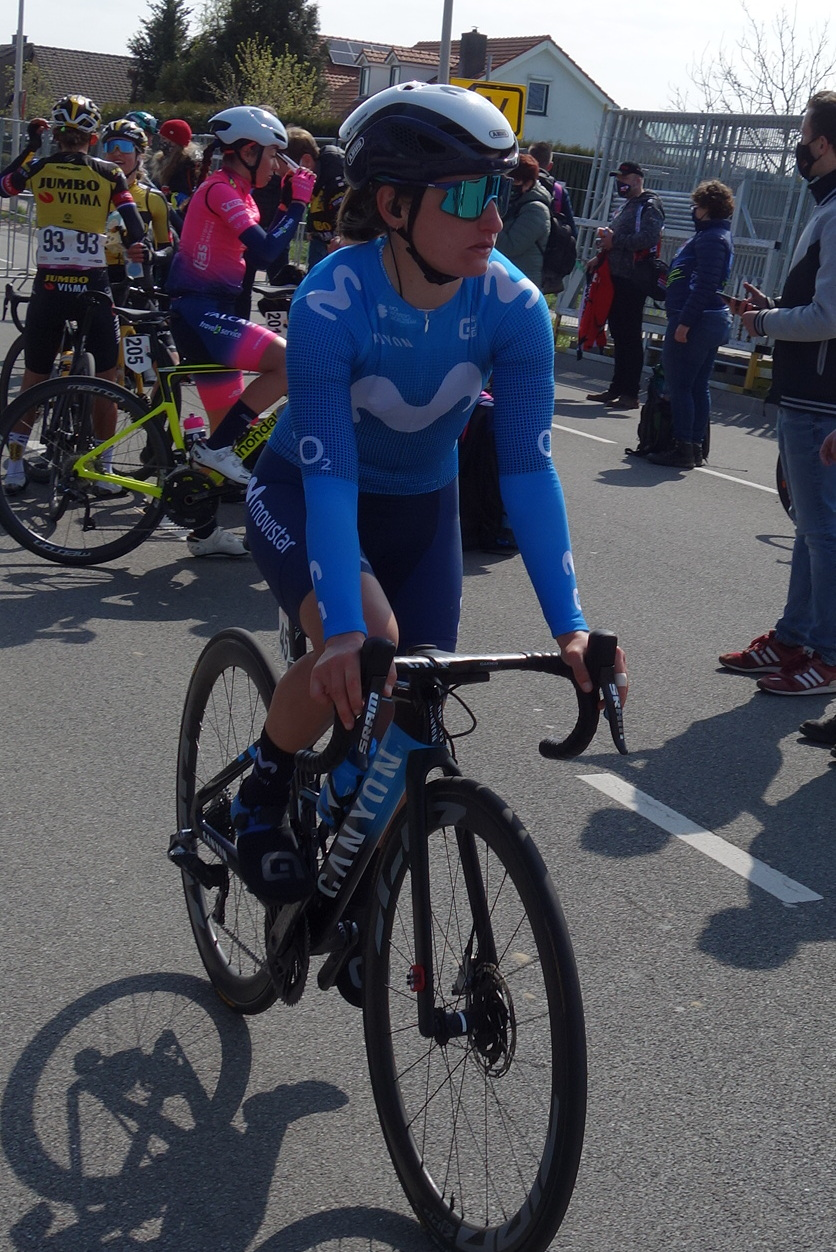
Jelena Erić en 2021
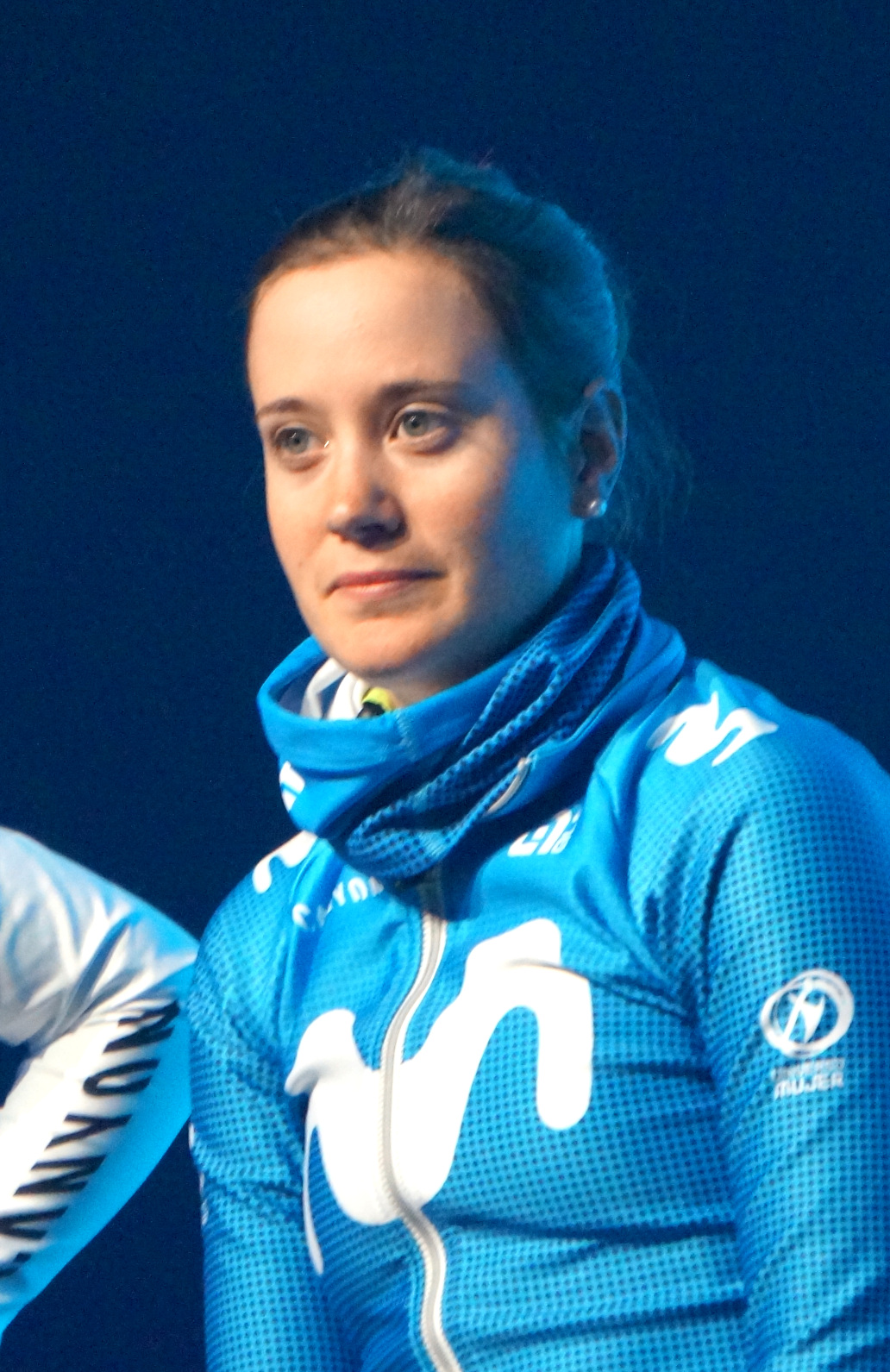
Alicia González en 2020
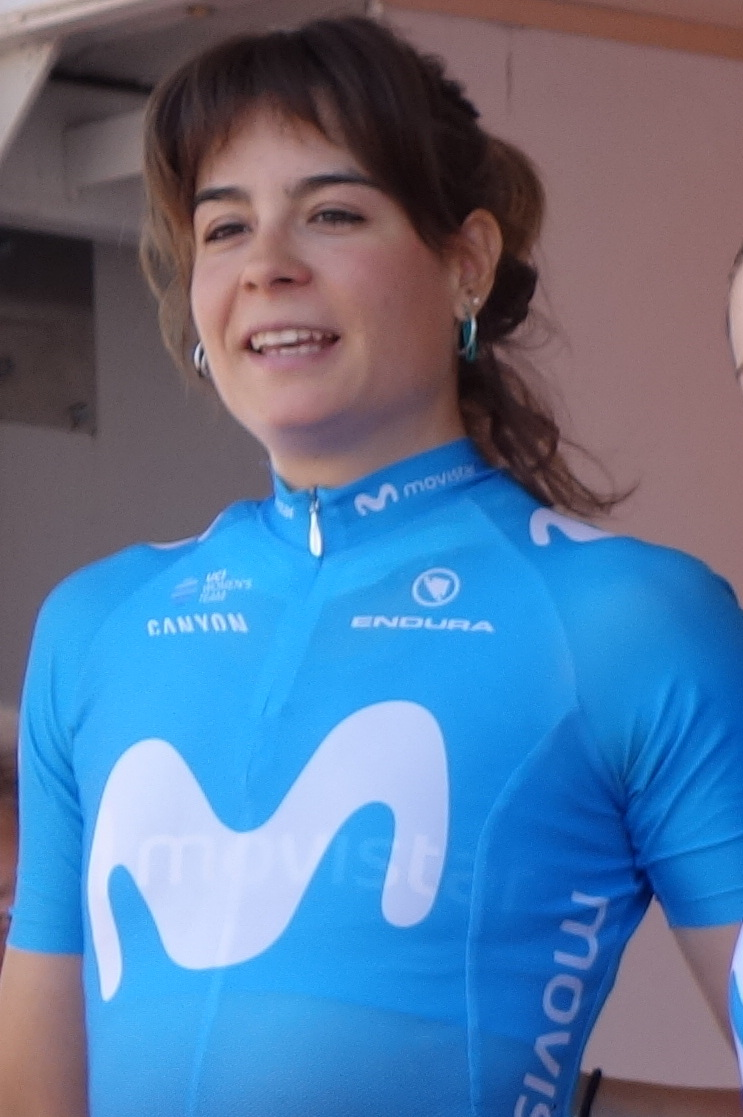
Sheyla Gutiérrez en 2019
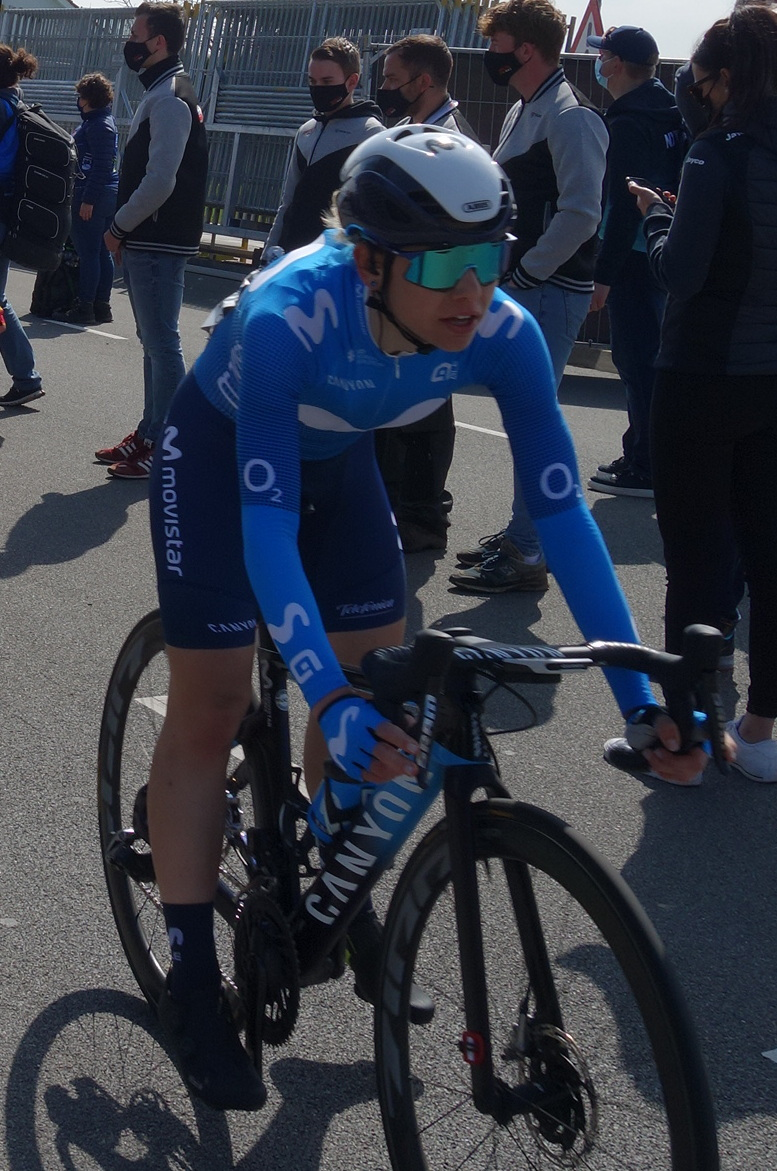
Sara Martín en 2021
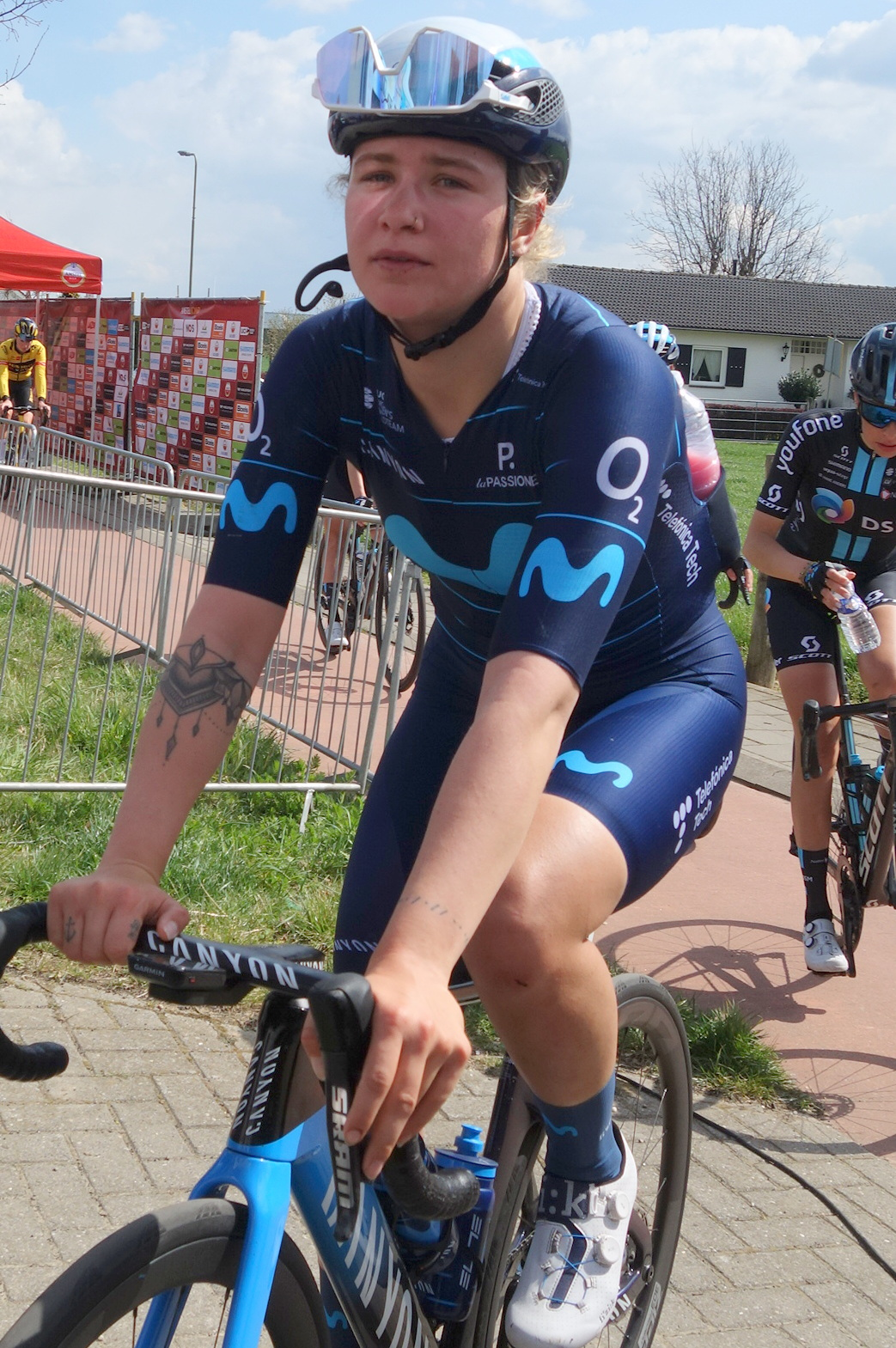
Emma Norsgaard Bjerg
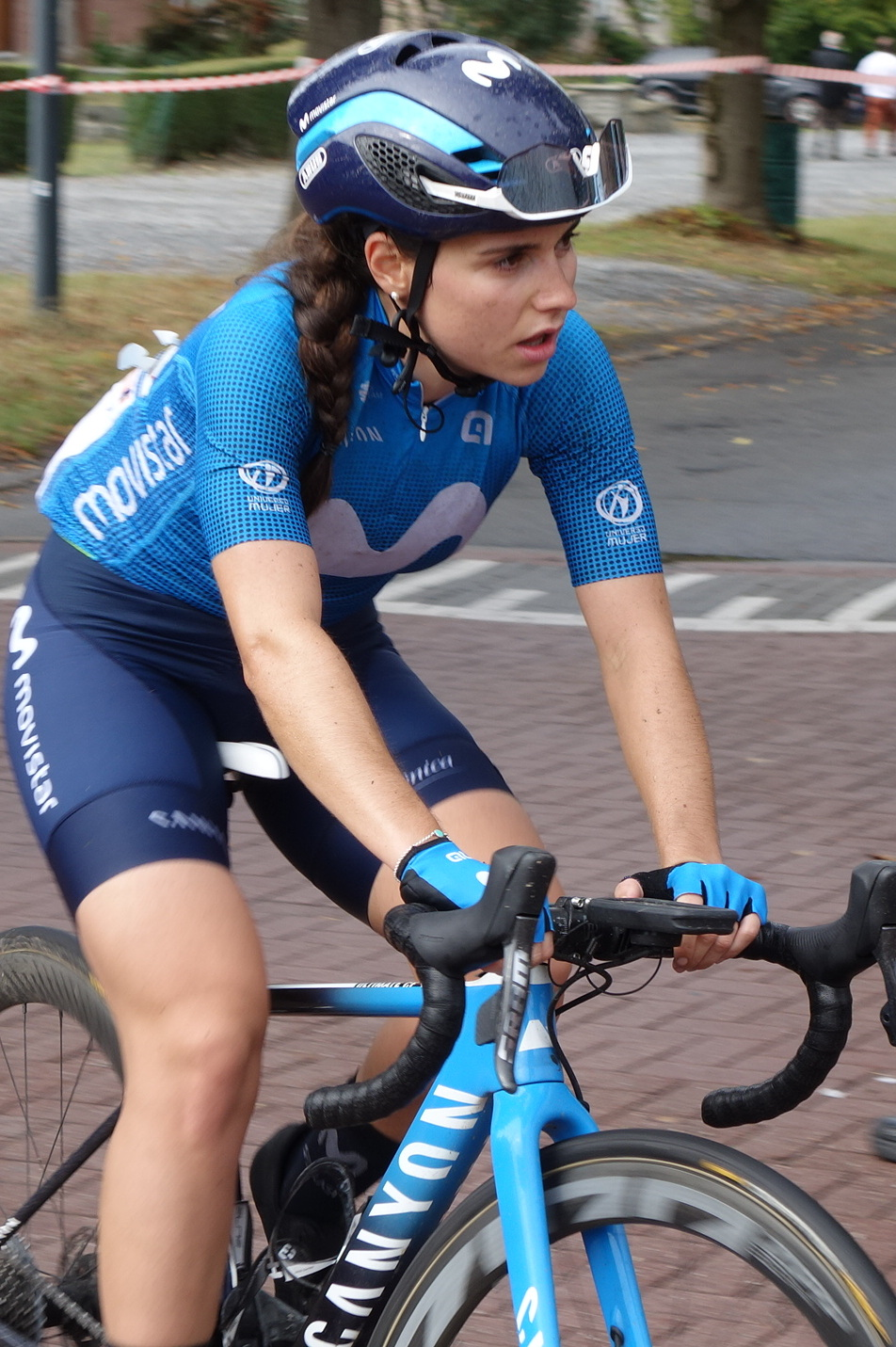
Lourdes Oyarbide en 2020
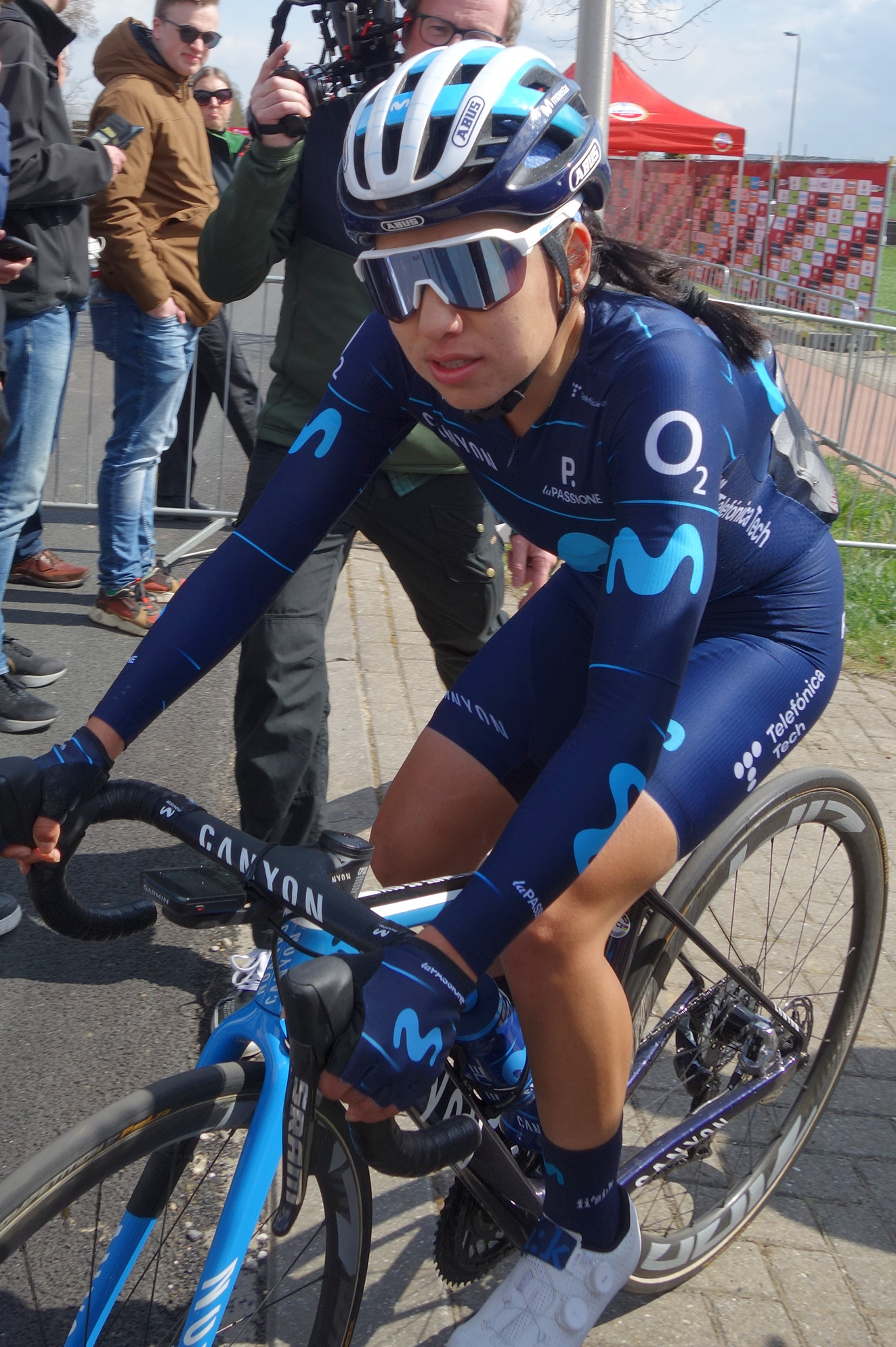
Paula Patiño
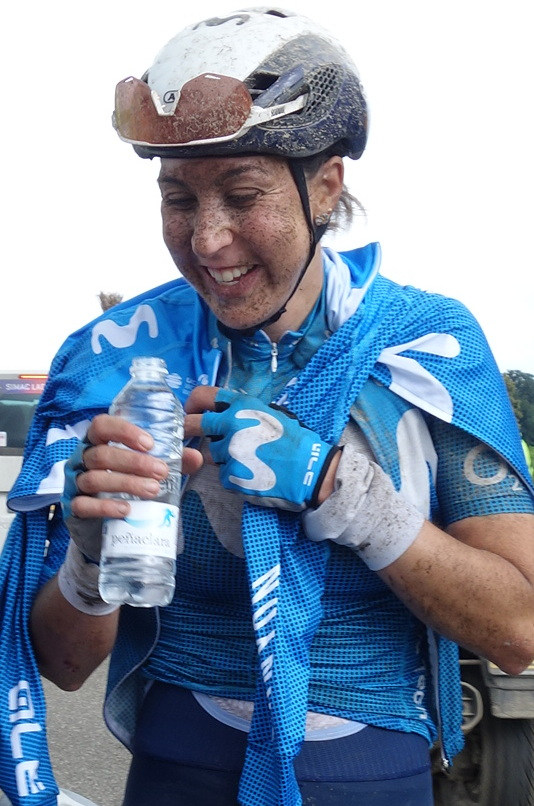
Gloria Rodríguez en 2021
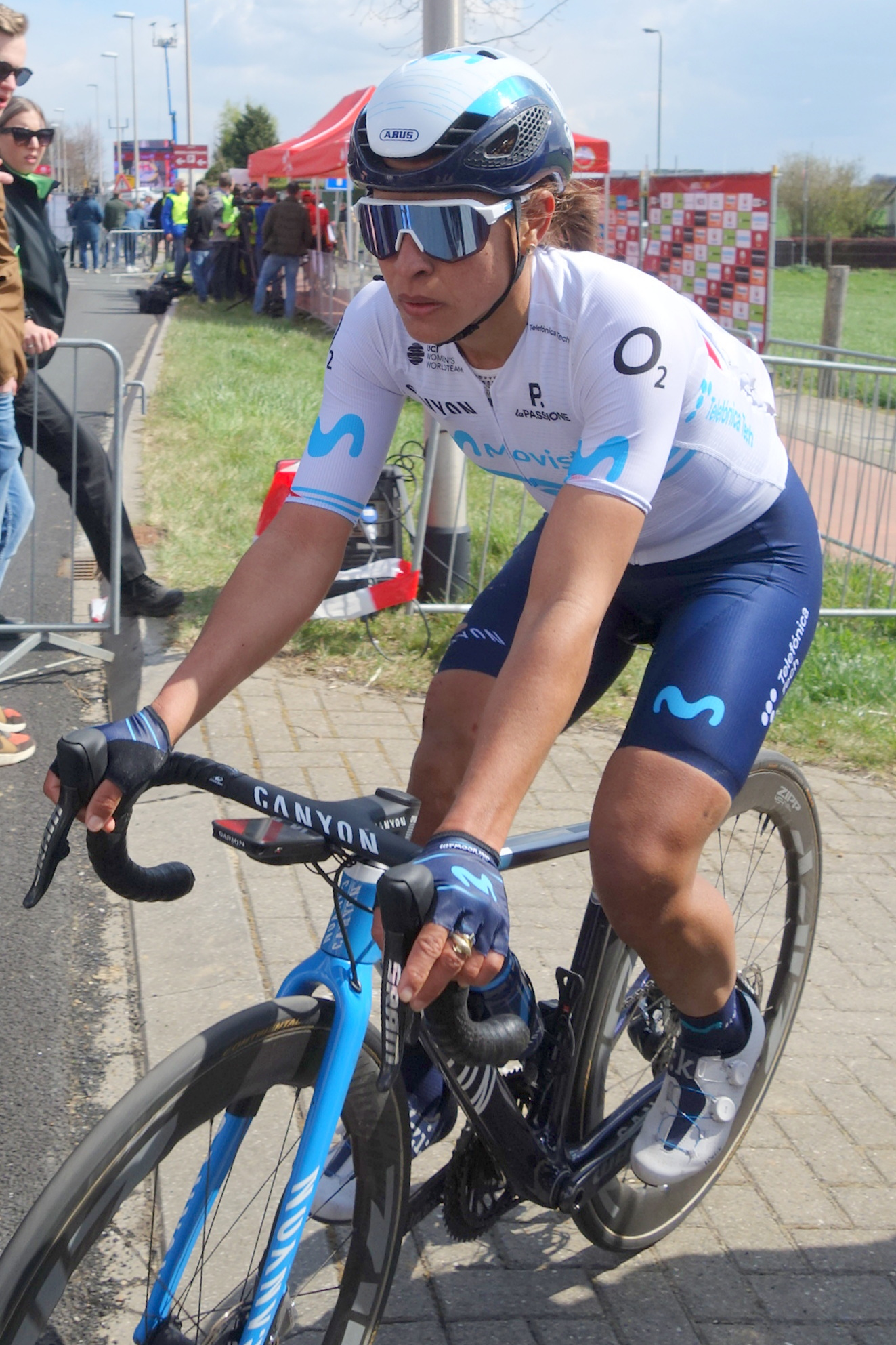
Arlenis Sierra
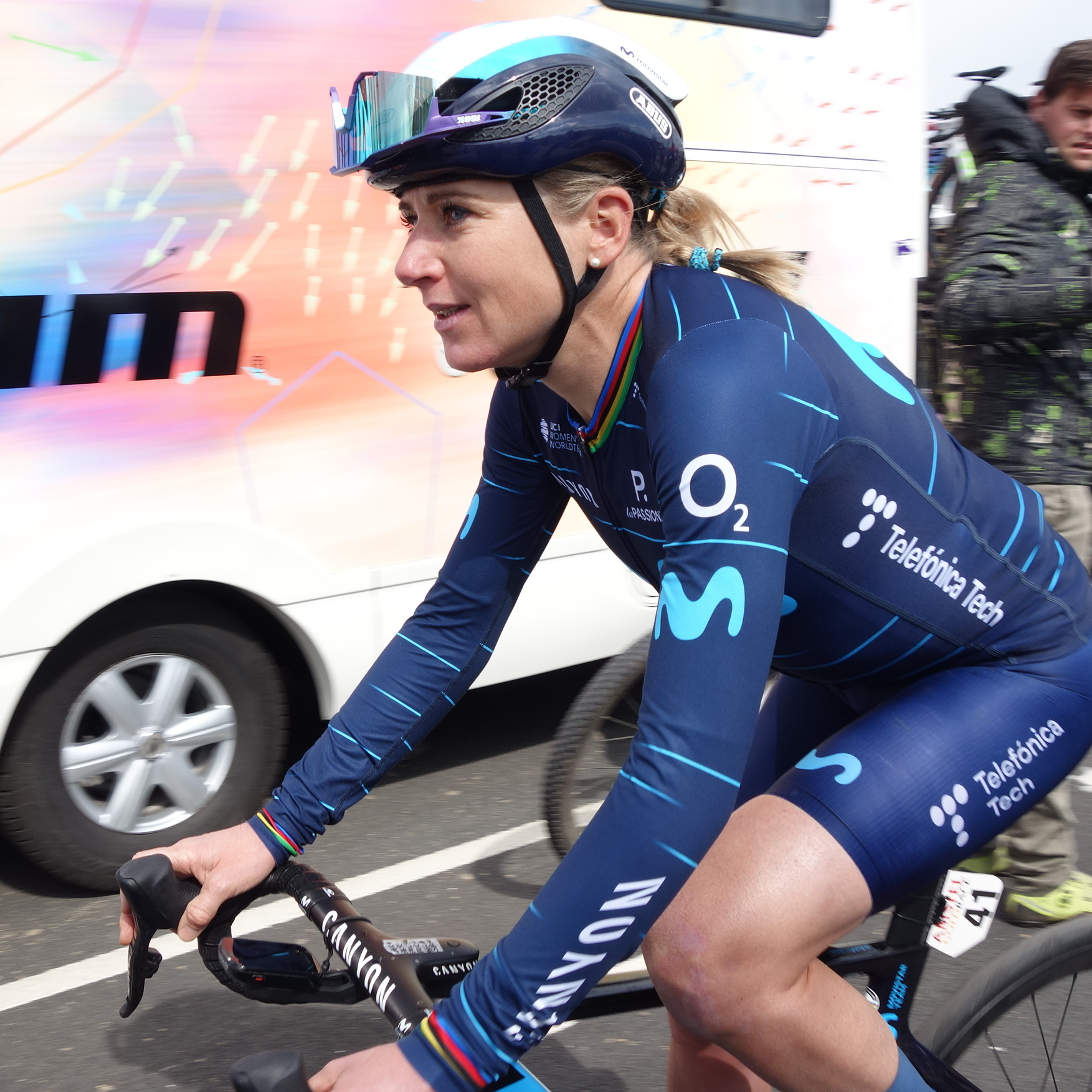
Annemiek van Vleuten

### Encadrement
Le directeur général de l'équipe est Sebastian Unzué. Le directeur sportif est Pablo Lastras Garcia, il est assisté par Jorge Sanz Unzué.

## Déroulement de la saison

### Février
À la Semaine cycliste valencienne, Annemiek van Vleuten gagne la dernière étape et le classement général.
Au Circuit Het Nieuwsblad, dans le mur de Grammont les favorites, dont Annemiek van Vleuten et Demi Vollering, se détachent du peloton et reviennent sur la tête. Lotte Kopecky revient également seule de sorte que le Bosberg est abordé par un groupe d'une dizaine de coureuses. Dans celui-ci, Annemiek van Vleuten produit une attaque longue. Demi Vollering est la seule à pouvoir suivre, tant bien que mal. Avec Lotte Kopecky et Marlen Reusser dans le groupe de poursuite, Demi Vollering décide de ne pas prendre de relais à Annemiek van Vleuten qui parvient néanmoins à agrandir l'écart. Elles se disputent la victoire au sprint. Annemiek van Vleuten lance des 600 m avant une succession de courbes et n'est pas remontée. À l'Omloop van het Hageland, un groupe de dix se forme dans les trente derniers kilomètres avec notamment Aude Biannic et Emma Norsgaard. Ce groupe se dispute la victoire, Emma Norsgaard est deuxième derrière Marta Bastianelli.

### Mars
Au Samyn des Dames, Emma Norsgaard s'impose au sprint, après qu'Aude Biannic ait fait un gros travail de poursuite pour revenir sur les échappées.
Aux Strade Bianche, à une trentaine de kilomètres de l'arrivée, les accélérations successives provoquent la formation d'un groupe de tête. Annemiek van Vleuten étant absente, son équipe est en poursuite et opère la jonction à vingt-quatre kilomètres de l'arrivée. Dans le dernier secteur gravier, Van Vleuten accélère et revient sur Blaak avec Kopecky dans la roue. Kopecky et Van Vleuten sont seules en tête avec une faible avance. Un nouveau regroupement a lieu à sept kilomètres du but. Tout se décide dans la montée finale. Annemiek van Vleuten accélère aux 800 m. Seule Lotte Kopecky peut la suivre. Dans les sinueux derniers mètres, elles se livrent à un sprint atypique dont sort vainqueur la Belge.
À la Classic Bruges-La Panne, Emma Norsgaard prend la sixième place du sprint. À Gand-Wevelgem, elle est cinquième du sprint.

### Avril

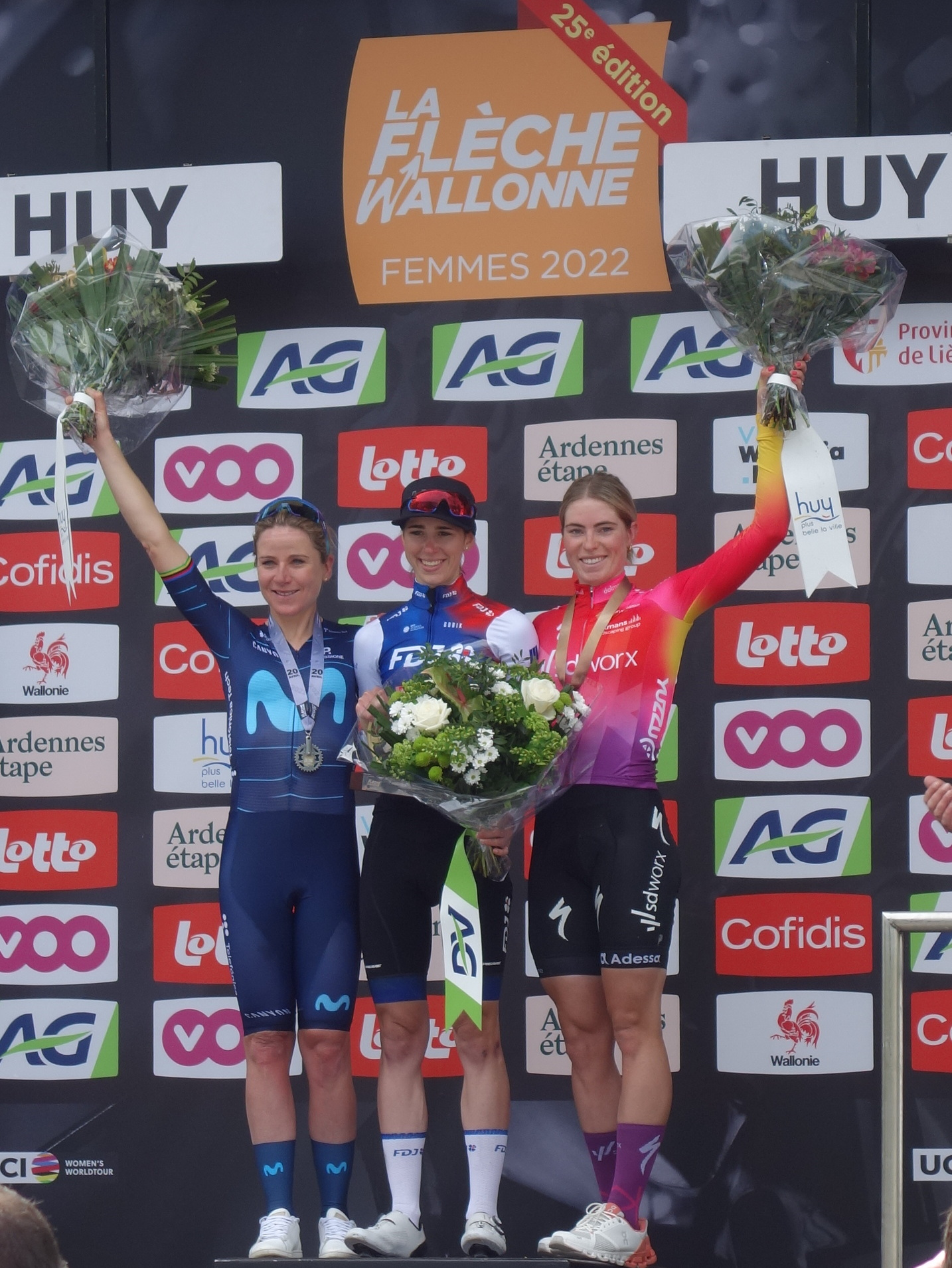
Podium de la Flèche wallonne

Au Tour des Flandres, dans le Koppenberg, Annemiek van Vleuten place une accélération. Dans le Kruisberg, Van Vleuten tente de nouveau. Elle est suivie par Lotte Kopecky et Grace Brown. Marlen Reusser rentre ensuite et rattrape ensuite l'échappée seule. Elle mène dans le vieux Quarement, derrière, Van Vleuten ressort avec Kopecky, Chantal Van den Broek-Blaak et Anna Henderson. Ces différents groupes fusionnent avec le Paterberg. Dans celui-ci, Reusser force le rythme, mais est dépassée par Van Vleuten et Kopecky. Le groupe se reforme néanmoins. Reusser attaque immédiatement, mais Van Vleuten est attentive. Van den Broek-Blaak contre, Van Vleuten doit de nouveau réagir. Elle est accompagnée de Kopecky. Van den Broek-Blaak donne le rythme à ce trio jusqu'à l'arrivée. Lotte Kopecky s'impose facilement au sprint devant Van Vleuten.
À l'Amstel Gold Race, Annemiek van Vleuten fait partie des favorites qui sortent en début de course. À soixante-huit kilomètres de la ligne, dans le Keutenberg, Van Vleuten, Niewiadoma et Vollering s'extraient de ce groupe. Dans la deuxième ascension du Cauberg, un regroupement général a lieu. À trente-trois kilomètres du but, Pauliena Rooijakkers ressort. Elle est rapidement rejointe par Amanda Spratt et Arlenis Sierra. Elles sont reprises à dix kilomètres de l'arrivée. Dans le Cauberg, Annemiek van Vleuten accélère. Seule Liane Lippert peut la suivre, mais les autres favorites reviennent juste après. Elle se classe quatrième. À Paris-Roubaix, entre les deux secteurs de Templeuve, Elisa Longo Borghini accélère emmenant avec elle Elena Cecchini et Emma Norsgaard. Dans le second secteur, elle les distance. Cecchini et Norsgaard sont reprises. Cette dernière est finalement onzième. À la Flèche wallonne, Annemiek van Vleuten accélère à 350 m de l'arrivée, dans la partie la plus raide. Seule Marta Cavalli parvient à revenir plus loin. Dans le replat, elle devance la Néerlandaise. Sur Liège-Bastogne-Liège, Ashleigh Moolman-Pasio mène le peloton dans les pentes de la côte de la Redoute. À un kilomètre du sommet, Annemiek van Vleuten attaque. Seule Marlen Reussler peut la suivre. Cette dernière ne prend pas de relais. Van Vleuten se relève et un groupe de favorite se reforme. Grace Brown sort. Dans la Roche-aux-faucons, Van Vleuten attaque de nouveau et double l'Australienne. Elle n'est plus revue.

### Mai
Au Tour d'Andalousie, dans la dernière difficulté de la première étape, Mavi Garcia attaque et est suivie par Paula Patiño. Quand cette dernière est distancée, Arlenis Sierra sort et revient sur Garcia au milieu de la descente. La Cubaine gagne au sprint devant l'Espagnole. Le jour suivant, dans la dernière montée, Aalerud et Patiño impriment le rythme. Elles ne sont plus que cinq en tête de course. Arlenis Sierra attaque et gagne. Sur la dernière étape, un groupe de neuf coureuses se forme. Elles se disputent la victoire. Arlenis Sierra donne la victoire à sa coéquipière Jelena Erić. Elle remporte également le classement général et le classement par points.
Au Gran Premio Ciudad de Eibar, Mavi Garcia accélère dans l'Alto de San Miguel. Elle se détache avec notamment Paula Patiño. Cette dernière est distancée plus loin. Jelena Erić et Nadine Michaela Gill reviennent de l'arrière dans les dix derniers kilomètres. Elles se départagent au sprint, Erić est quatrième,. À l'Emakumeen Nafarroako Klasikoa, Sarah Gigante revient avec d'autres sur le groupe d'échappée.  Elles sont reprises par la suite. À trente kilomètres de l'arrivée, Sarah Gigante attaque et s'impose seule. Paula Patiño est troisième,. Jelena Erić est ensuite cinquième à la Classique féminine de Navarre. 
Au Tour du Pays basque, Sheyla Gutiérrez fait partie de l'échappée dans la deuxième étape. Paula Patiño est huitième le lendemain. Elle se classe neuvième du classement général. Au Tour de Burgos, Emma Norsgaard est troisième du sprint de la première étape. Paula Patiño est neuvième de la troisième étape. Le lendemain, à six kilomètres du sommet la Lagunas de Neila, Demi Vollering, Juliette Labous et Paula Patiño accélèrent. Elles sont reprises, mais Labous attaque de nouveau. Patiño est dixième de l'étape et à la même place au classement général. À la RideLondon-Classique, Emma Norsgaard est troisième du sprint des deux premières étapes. Elle est sixième le dernier jour et conclut l'épreuve à la troisième place du classement général.

### Juin
Au Women's Tour, Barbara Guarischi est deuxième de la deuxième étape au sprint derrière Lorena Wiebes. Elle est cinquième de la dernière étape. 
Lors des championnats nationaux, Jelena Erić conserve son titre sur route en Serbie. Emma Norsgaard conserve également le sien en contre-la-montre au Danemark. Elle est deuxième de la course en ligne.

### Juillet

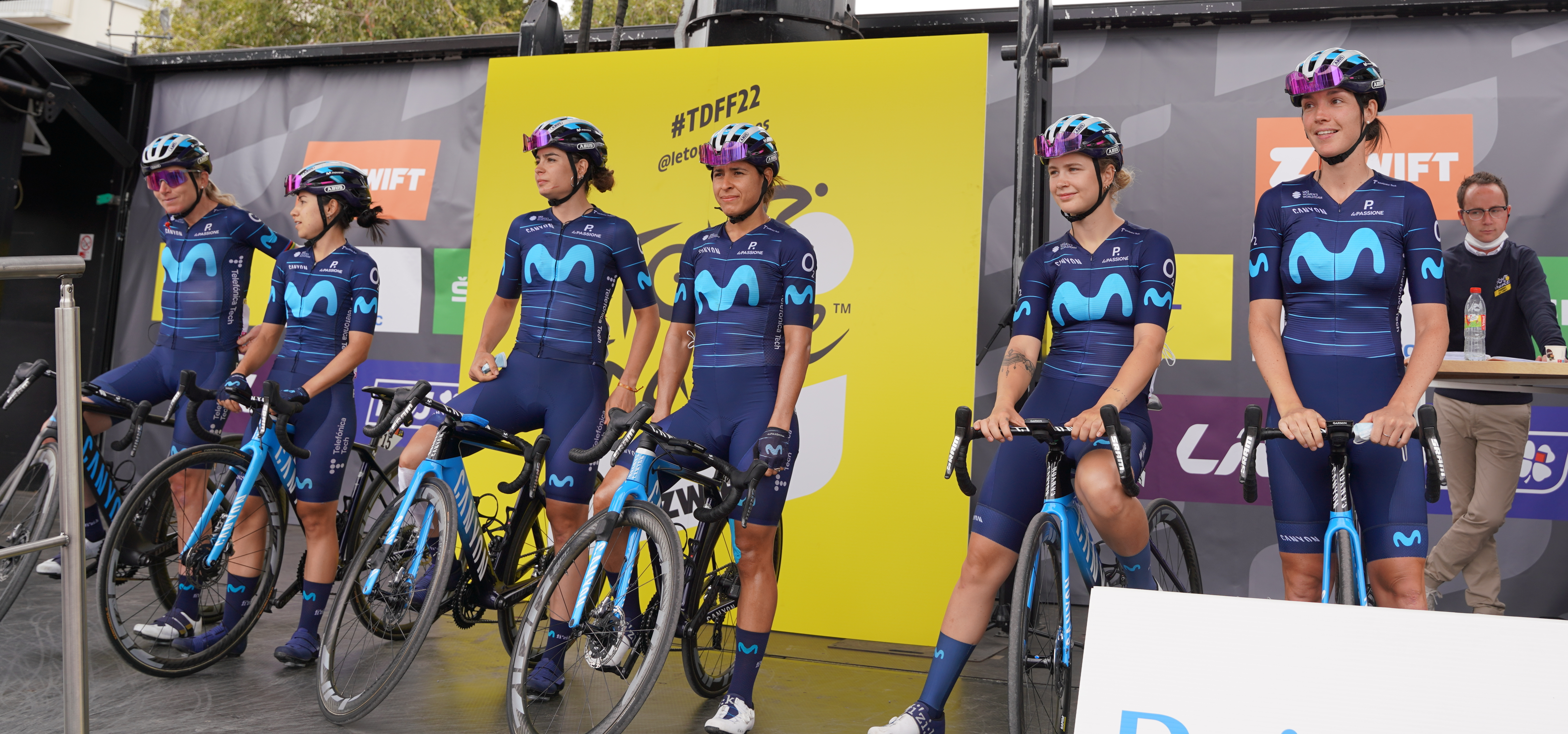
EN 2022, départ de la troisième étape du Tour de France.

Au Tour d'Italie, Annemiek van Vleuten est sixième du prologue. Sur la quatrième étape, juste avant le col du Barbotto, Annemiek van Vleuten, Mavi Garcia, Marta Cavalli et Kristen Faulkner attaquent. Cette dernière perd rapidement le contact. Dans l'ultime ascension du jour, la Carpineta, Garcia attaque. Cela décroche Cavalli, mais Van Vleuten réagit immédiatement. L'Espagnole attaque de nouveau par la suite, mais elles se disputent la victoire dans un sprint à deux dans lequel la Néerlandaise est victorieuse et prend la tête du classement général. Le peloton arrive près de cinq minutes plus tard. Arlenis Sierra est sixième du sprint le lendemain. Annemiek van Vleuten prend la même place le jour suivant. Dans la première étape de montagne, Annemiek van Vleuten et Marta Cavalli se livrent un duel, mais elles ne parviennent pas à se départager.  À deux kilomètres de l'arrivée, Mavi Garcia attaque. Elle est suivie par Van Vleuten et Cavalli. Dans le final, Annemiek van Vleuten parvient à s'extraire et prend la deuxième place de l'étape derrière Juliette Labous. Lors de la huitième étape, dans le Passo Bordala, Mavi Garcia passe à l'offensive à trois kilomètres du sommet. Annemiek van Vleuten part immédiatement à sa poursuite, Marta Cavalli revient par la suite. Dans la dernière difficulté, Van Vleuten accélère. Elle reprend Faulkner. Dans la descente, elle loupe un virage et chute. Elle remonte aussitôt en selle et remporte l'étape. Le jour suivant, Marta Cavalli attaque dans le Passo Daone et est reprise par Van Vleuten. Garcia contre, mais sans plus de succès. Dans la descente, Cavalli prend quelques mètres d'avance sur Van Vleuten, mais celle-ci revient. Dans les derniers kilomètres, Marta Cavalli attaque et prend quelques secondes à Van Vleuten qui se classe quatrième. Emma Norsgaard est troisième du sprint de la dernière étape. Annemiek van Vleuten remporte l'épreuve ainsi que le classement par points.

### Août
À l'Open de Suède Vårgårda, Barbara Guarischi est cinquième du sprint,. Au Tour de Scandinavie, elle est troisième de la deuxième étape. Elle réédite cette performance sur la sixième étape. 
Au Kreiz Breizh, Emma Norsgaard s'impose au sprint.

### Septembre
Au Ceratizit Challenge by La Vuelta, Movistar est cinquième du contre-la-montre par équipes inaugural. Le lendemain, Annemiek van Vleuten attaque dans la seconde ascension du Fuente las Varas. Elle est tout d'abord suivie par Demi Vollering, Elisa Longo Borghini, Liane Lippert et Mavi García, mais les distance une à une par la suite. Van Vleuten accroit ensuite son avance dans le Campo la Cruz pour gagner en solitaire. Arlenis Sierra est cinquième de la troisième étape. L'équipe gère les dernières étapes et Annemiek van Vleuten remporte le classement général de l'épreuve.
Au Tour de l'Ardèche, Sheyla Gutiérrez remporte les deux premières étapes au sprint. Jelena Erić  est sixième des troisième et quatrième étapes. Paula Patiño est cinquième de la cinquième étape. Jelena Erić est seulement devancée par Silvia Zanardi dans le sprint de la sixième étape. Paula Patiño est quatrième de l'ultime étape. Elle conclut l'épreuve à la troisième place du classement général. Movistar est la meilleure équipe.
Aux championnats du monde, Van Vleuten a un jour sans lors du contre-la-montre et termine septième. Lors du relais mixte, elle chute dans les tout premiers mètres de l'épreuve de manière spectaculaire. Elle se brise le coude. Sur la course en ligne, elle prend tout de même le départ. Aude Biannic est active durant la course. Du fait de son coupe, Van Vleuten ne peut suivre les cinq favorites qui sortent dans l'avant dernier tour dans la côte. Elles sont reprises durant le tour, mais ressortent dans la côte. Leur mauvaise entente provoque le retour de différentes coureuses dont Van Vleuten. Elle attaque de l'arrière du groupe à un kilomètre de l'arrivée et n'est plus reprise. Arlenis Sierra est sixième.

### Octobre
Au Tour d'Émilie, Arlenis Sierra prend la quatrième place en haut du Sanctuaire Madonna di San Luca. Elle est ensuite cinquième des Trois vallées varésines.
Au Tour de Romandie, Arlenis Sierra se montre la plus véloce de la première étape. Dans l'étape reine, à vingt-quatre kilomètres de l'arrivée, Marlen Reusser, Soraya Paladin et Arlenis Sierra attaquent. Elles restent en tête jusqu'au début de la dernière ascension. À huit kilomètres du terme, Reusser et Paladin sont reprises. Moolman-Pasio imprime alors un rythme élevé. Elle est suivie par Liane Lippert, Petra Stiasny et Annemiek van Vleuten. D'autres coureuses reviennent, mais à six kilomètres et demi, Van Vleuten passe à l'offensive. Le groupe de quatre se reforme alors. Aux trois kilomètres, Moolman-Pasio attaque de nouveau. Van Vleuten est la seule à suivre, mais cède un kilomètre plus loin. Moolman-Pasio s'impose. Arlenis Sierra est troisième de la dernière étape. Annemiek van Vleuten est deuxième du classement général.

## Victoires

### Sur route
| Victoires | Victoires                                            | Victoires | Victoires | Victoires            | Victoires |
| Date      | Course                                               | Pays      | Classe    | Vainqueur            |           |
| --------- | ---------------------------------------------------- | --------- | --------- | -------------------- | --------- |
| 19 fév.   | 3e étape de la Semaine cycliste valencienne          | Espagne   | 2.1       | Annemiek van Vleuten |           |
| 20 fév.   | Classement général, Semaine cycliste valencienne     | Espagne   | 2.1       | Annemiek van Vleuten |           |
| 26 fév.   | Circuit Het Nieuwsblad                               | Belgique  | 1.Pro     | Annemiek van Vleuten |           |
| 1 mars    | Le Samyn des Dames                                   | Belgique  | 1.1       | Emma Norsgaard       |           |
| 3 mai     | 1re étape du Tour d'Andalousie                       | Espagne   | 2.1       | Arlenis Sierra       |           |
| 4 mai     | 2e étape du Tour d'Andalousie                        | Espagne   | 2.1       | Arlenis Sierra       |           |
| 5 mai     | Classement général, Tour d'Andalousie                | Espagne   | 2.1       | Arlenis Sierra       |           |
| 5 mai     | 3e étape du Tour d'Andalousie                        | Espagne   | 2.1       | Jelena Erić          |           |
| 10 mai    | Emakumeen Nafarroako Klasikoa                        | Espagne   | 1.1       | Sarah Gigante        |           |
| 15 mai    | Championnat panaméricain sur route                   | Argentine | CC        | Arlenis Sierra       |           |
| 23 juin   | Championnat du Danemark du contre-la-montre          | Danemark  | CN        | Emma Norsgaard       |           |
| 26 juin   | Championnat de Serbie sur route                      | Serbie    | CN        | Jelena Erić          |           |
| 4 juill.  | 4e étape du Tour d'Italie                            | Italie    | 2.WWT     | Annemiek van Vleuten |           |
| 8 juill.  | 8e étape du Tour d'Italie                            | Italie    | 2.WWT     | Annemiek van Vleuten |           |
| 10 juill. | Classement général, Tour d'Italie                    | Italie    | 2.WWT     | Annemiek van Vleuten |           |
| 30 juill. | 7e étape du Tour de France Femmes                    | France    | 2.WWT     | Annemiek van Vleuten |           |
| 31 juill. | 8e étape du Tour de France Femmes                    | France    | 2.WWT     | Annemiek van Vleuten |           |
| 31 juill. | Classement général, Tour de France Femmes            | France    | 2.WWT     | Annemiek van Vleuten |           |
| 25 août   | Kreiz Breizh                                         | France    | 1.1       | Emma Norsgaard       |           |
| 6 sept.   | 1re étape du Tour de l'Ardèche                       | France    | 2.1       | Sheyla Gutiérrez     |           |
| 7 sept.   | 2e étape du Tour de l'Ardèche                        | France    | 2.1       | Sheyla Gutiérrez     |           |
| 8 sept.   | 2e étape, Ceratizit Challenge by La Vuelta           | Espagne   | 2.WWT     | Annemiek van Vleuten |           |
| 11 sept.  | Classement général, Ceratizit Challenge by La Vuelta | Espagne   | 2.WWT     | Annemiek van Vleuten |           |
| 24 sept.  | Championnat du monde sur route                       | Australie | CM        | Annemiek van Vleuten |           |
| 7 oct.    | 1re étape du Tour de Romandie                        | Suisse    | 2.WWT     | Arlenis Sierra       |           |

### Résultats sur les courses majeures

#### World Tour
| Date                | #  | Course                                                   | Pays        | Meilleure classée    | Classement |
| ------------------- | -- | -------------------------------------------------------- | ----------- | -------------------- | ---------- |
| 5 mars              | 1  | Strade Bianche                                           | Italie      | Annemiek van Vleuten | 2e         |
| 12 mars             | 2  | Tour de Drenthe                                          | Pays-Bas    | -                    | -          |
| 20 mars             | 3  | Trofeo Alfredo Binda-Comune di Cittiglio                 | Italie      | Katrine Aalerud      | 15e        |
| 24 mars             | 4  | Trois Jours de La Panne                                  | Belgique    | Emma Norsgaard       | 6e         |
| 27 mars             | 5  | Gand-Wevelgem                                            | Belgique    | Emma Norsgaard       | 5e         |
| 3 avril             | 6  | Tour des Flandres                                        | Belgique    | Annemiek van Vleuten | 2e         |
| 10 avril            | 7  | Amstel Gold Race                                         | Pays-Bas    | Annemiek van Vleuten | 4e         |
| 16 avril            | 8  | Paris-Roubaix                                            | France      | Emma Norsgaard       | 11e        |
| 20 avril            | 9  | Flèche wallonne                                          | Belgique    | Annemiek van Vleuten | 2e         |
| 24 avril            | 10 | Liège-Bastogne-Liège                                     | Belgique    | Annemiek van Vleuten | Vainqueur  |
| 13-15 mai           | 11 | Classique de Saint-Sébastien                             | Espagne     | Paula Patiño         | 9e         |
| 19-22 mai           | 12 | Tour de Burgos                                           | Espagne     | Paula Patiño         | 10e        |
| 27-29 mai           | 13 | RideLondon-Classique                                     | Royaume-Uni | Emma Norsgaard       | 3e         |
| 6-11 juin           | 14 | The Women's Tour                                         | Royaume-Uni | Sheyla Gutiérrez     | 24e        |
| 1-10 juillet        | 15 | Tour d'Italie                                            | Italie      | Annemiek van Vleuten | Vainqueur  |
| 24-31 juillet       | 16 | Tour de France                                           | France      | Annemiek van Vleuten | Vainqueur  |
| 6 août              | 17 | Contre-la-montre par équipes de l'Open de Suède Vårgårda | Suède       | Movistar             | 10e        |
| 7 août              | 18 | Open de Suède Vårgårda                                   | Suède       | Barbara Guarischi    | 10e        |
| 9-14 août           | 19 | Tour de Scandinavie                                      | Norvège     | Katrine Aalerud      | 9e         |
| 27 août             | 20 | Grand Prix de Plouay                                     | France      | Sheyla Gutiérrez     | 13e        |
| 30 août-4 septembre | 21 | Simac Ladies Tour                                        | Pays-Bas    | -                    | -          |
| 7-11 septembre      | 22 | Ceratizit Challenge by La Vuelta                         | Espagne     | Annemiek van Vleuten | Vainqueur  |
| 7-9 octobre         | 23 | Tour de Romandie                                         | Suisse      | Annemiek van Vleuten | 2e         |

Annemiek van Vleuten remporte le classement individuel. Movistar est cinquième du classement par équipes.

#### Grands tours
| Grand tour            | Tour d'Italie                        | Tour de France             |
| --------------------- | ------------------------------------ | -------------------------- |
| Coureuse (classement) | Annemiek van Vleuten (1re)           | Annemiek van Vleuten (1re) |
| Accessits             | 2 étapes et le classement par points | 2 étapes                   |

## Classement mondial
| Classement UCI | Classement UCI       | Classement UCI | Classement UCI |
| Coureuse       | Coureuse             | Pays           | Points         |
| -------------- | -------------------- | -------------- | -------------- |
| 1re            | Annemiek van Vleuten | Pays-Bas       | 4683 pts       |
| 19e            | Emma Norsgaard       | Danemark       | 1555.66 pts    |
| 21e            | Arlenis Sierra       | Cuba           | 1398.33 pts    |
| 54e            | Paula Patiño         | Colombie       | 567 pts        |
| 60e            | Barbara Guarischi    | Italie         | 515.33 pts     |
| 108e           | Jelena Erić          | Serbie         | 300 pts        |
| 165e           | Katrine Aalerud      | Norvège        | 185.66 pts     |
| 175e           | Sheyla Gutiérrez     | Espagne        | 174 pts        |
| 181e           | Sarah Gigante        | Australie      | 167.33 pts     |
| 187e           | Sara Martín          | Espagne        | 158.66 pts     |
| 334e           | Alicia González      | Espagne        | 77 pts         |
| 420e           | Aude Biannic         | France         | 62.66 pts      |
| 575e           | Lourdes Oyarbide     | Espagne        | 38 pts         |
| 896e           | Gloria Rodríguez     | Espagne        | 14.33 pts      |

Movistar est cinquième du classement par équipes.